# 奧特克里克 (明尼蘇達州)
奧特克里克（英語：Otter Creek）是位於美國明尼蘇達州卡爾頓縣特溫萊克斯鎮區的一個非建制地區。

## 地理
奧特克里克所處的海拔為高於海平面351米（即1152英呎），而該地所採用的時區為UTC-6，即北美中部時區（CST）。同時該地設有夏令時間，為UTC-6調快一小時，即UTC-5（CDT）。